# Амінт I
Амінт I, Амінта I (грец. Ἀμύντας Aʹ — ім'я походить від грецького амінтор, тобто захисник, 540 — 498 до н. е.) — македонський цар династії Аргеадів, який правив у 6 столітті до н. е.

## Життєпис
Був сином царя Алькета I. Геродот згадує його ім'я як першого македонського царя, що вступив у відносини з Афінами. Наприкінці царювання Амінта перський полководець Мегабаз після завоювання Фракії і Пеонії, краю на північ від Македонії, послав у Македонію послів з вимогою землі і води, а також заручників задля забезпечення миру на майбутні часи (кінець 6 століття до н. е.). Юстин зауважує:
| «Дарій мав намір приєднати, як незначну додачу, і Македонію.»[5] |
Амінт обіцяв їм і те, й інше, запросивши послів на бенкет. На цьому бенкеті послів зненацька вбито, але Геродот покладає відповідальність за це діяння на молодого царевича Александра, сина Амінта. Перський полководець Мардоній підкорив Македонію пізніше у 492 до н. е., вже після смерті Амінта. За іншою версією, ще за життя Амінт І став васалом Дарія.
За часів Амінта Македонія являла собою відсталу варварську країну в оточенні варварських народів, без великих міст і певних меж, куди ніхто з греків не ризикував проникнути, а перси навіть не бажали посилати війська для завоювання бідної важкодоступної місцевості. Македонський цар правив як перший серед рівних племінних вождів, свою дружину він посилав розважати перських послів.